# Point-to-Point Protocol over Ethernet
Het Point-to-Point Protocol over Ethernet (PPPoE) is een netwerkprotocol voor het inkapselen van PPP-frames binnen ethernetframes. PPPoE verscheen voor het eerst in 1999, als gevolg van de sterke toename van DSL-verbindingen.
Typisch gebruik van PPPoE houdt in dat de PPP-mogelijkheden worden gebruikt voor het authenticeren van de gebruiker met een gebruikersnaam en wachtwoord, voornamelijk via het PAP-protocol. Aan de gebruikerskant kan PPPoE worden geïmplementeerd in het DSL-modem, of erachter op een afzonderlijke ethernetrouter of rechtstreeks op de computer van de gebruiker.
PPPoE werd ontwikkeld door UUNET, Redback Networks en RouterWare, en is beschikbaar als RFC 2516.